# 藻岩橋
藻岩橋（もいわはし）は、札幌市の豊平川にかかる橋。真駒内通の橋であり、橋の両側で接続している道路は主要市道真駒内篠路線（豊平川通）の終点になっている（石山方面に延伸計画あり）。また、国道230号（石山通）や国道453号（中の島通）にも近接し
ている。

## 歴史
1876年（明治9年）、豊平川下流方向に真駒内と上山鼻（現在の藻岩下）を連絡する官営の渡船場があり、石山で採石された札幌軟石を載せた馬車などを船で渡すために設置された。1881年（明治14年）に明治天皇行幸のため朱塗りの仮橋を設けたが、翌年流失した。その後、馬渡船場という渡し場が設けられた。大正時代には藻岩上の橋辺りに移設された。1932年（昭和7年）に10連続コンクリート製桁橋が架けられ、1954年（昭和29年）には日米安全保障費によって改築された（全長150m、幅6m）。なお、新しい幌平橋も同日に開通した。1969年（昭和44年）の札幌オリンピック関連事業の一環として新たに豊平川下流約300m地点に現在の藻岩橋が架けられ、当時は新藻岩橋とも呼ばれた。旧橋は取り壊す予定であったが、真駒内へ通じる最も近い道として地元から市議会へ陳情が提出されて人道橋として残されることになった。ところが、1973年（昭和48年）10月27日に豊平川が増水したことにより橋が破損してしまった。その後の対策として、当時建設中であった自転車道ルート（北海道道814号滝野上野幌自転車道線）に活用する案が持ち上がり、河川管理上の規格に沿った自転車歩行者専用橋に架け直されることになった。橋は1975年（昭和50年）2月に完成し、藻岩上の橋（もいわかみのはし）と名づけられた。

## 周辺
- 豊平川緑地
- じょうてつバス（じょうてつ）藻岩営業所
- 札幌藻岩山スキー場（北斜面駐車場）
- 陸上自衛隊第11師団真駒内駐屯地